# Прозоровский, Александр Александрович (генерал-майор)
Князь Алекса́ндр Алекса́ндрович Прозоро́вский (1715 или 1716 — 7 (18) августа 1769 года) — русский военный деятель,  генерал-майор.

## Происхождение и ранние годы
Александр Александрович Прозоровский был сыном Александра Никитича Прозоровского от первого брака с Прасковьей Васильевной Леонтьевой. Его отец от второй жены, Анны Борисовны Голицыной, имел сына, названого также Александром (1732/1733-1809) ставшего генерал-фельдмаршалом.
Точная дата рождения не известна. Его брат Александр Александрович Младший в своих мемуарах писал, что Александр Александрович «большой сын» родился в 1715 году, но в большинстве исследований указано 7 (18) июля 1716 года.
Прозоровские относились к одной из знатнейших фамилий России; Александр Александрович был потомком Рюрика в XXVI колене.
В 1732 году он был зачислен в созданный Минихом сухопутной шляхетной кадетской корпус. Вскоре у него родился брат-тёзка; 4 ноября 1736 года Александр Александрович в числе 68 человек был выпущен в армию  подпоручиком и определен в Бутырский пехотный полк.

## Служба

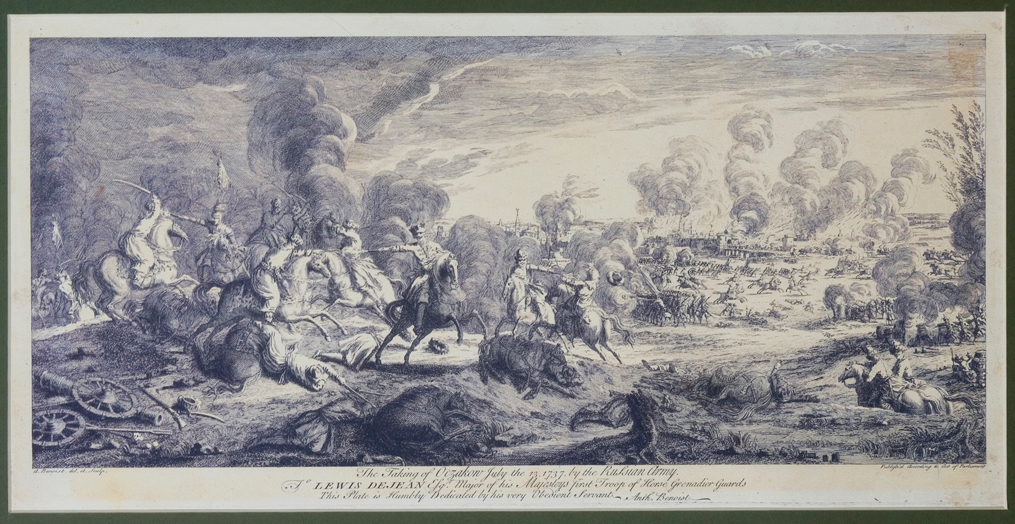
Взятие Очакова в 1737 году

В 1737 году, служа под командованием генерал-фельдмаршала Миниха, Прозоровский принял участие в осаде Очакова. При штурме Очакова он был ранен пулей в руку. В 1738 году он участвовал в походе по Днестру. В 1739 году русская армия пошла на Хотин, и Прозоровский, участвуя в стаучанском сражении, снова был ранен; 17 апреля 1741 года был произведён в поручики Бутырского пехотного полка, а 21 июня он стал флигель-адъютантом в штабе генерал-аншефа Михаила Ивановича Леонтьева. В том же 1741 году М. М. Леонтьев был назначен Киевским генерал-губернатором и «главным командиром Малоросии» и Прозоровский в штабе Леонтьева стал генерал-адъютантом «в ранге премьер-майора».
Затем Прозоровский был переведён во Второй Московский пехотный полк , 1 января 1748 года стал подполковником. В 1748 году полк в составе под командованием генерал-аншефа В. А. Репнина был послан на Рейн. Вместе с ним Священную Римскую империю посетил и Прозоровский, после заключения в 1748 году Ахенского мира он вернулся в Россию.
Его брат, Александр-Александрович Младший 25 апреля 1754 года в чине поручика был выпущен в армию и поскольку изъявил желание служить с братом, то также попал во Второй Московский полк
Накануне войны, 25 декабря 1755 года Александр Александрович Старший был произведён в полковники. Осенью 1756 году Александр Александрович Старший привёл свой полк из Санкт-Петербургской губернии в Лифляндию. В мае 1757 года он вместе с армией, возглавляемой С. Ф. Апраксиным из Риги, через курляндскую Митаву, литовские Кейданы, Ковно двинулся к границам Пруссии. Сделав у Ковно месячную остановку, армия возобновила движение и у Каушан перешла прусскую границу. В сражении при Гросс-Егерсдорфе Александр Александрович Старший был тяжело ранен в верхнюю часть правой ноги, а его брат Александр Александрович Младший был ранен пулей в левую ногу.
Полученная при Гросс-Егерсдорфе рана не позволила Александру Александровичу Старшему продолжить службу и Прозоровский был вынужден просить об отставке; 1 января 1759 года}} с присвоением ему чина генерал-майора он вышел в отставку. А при Екатерине II он был награжден «голштинским» орденом Святой Анны

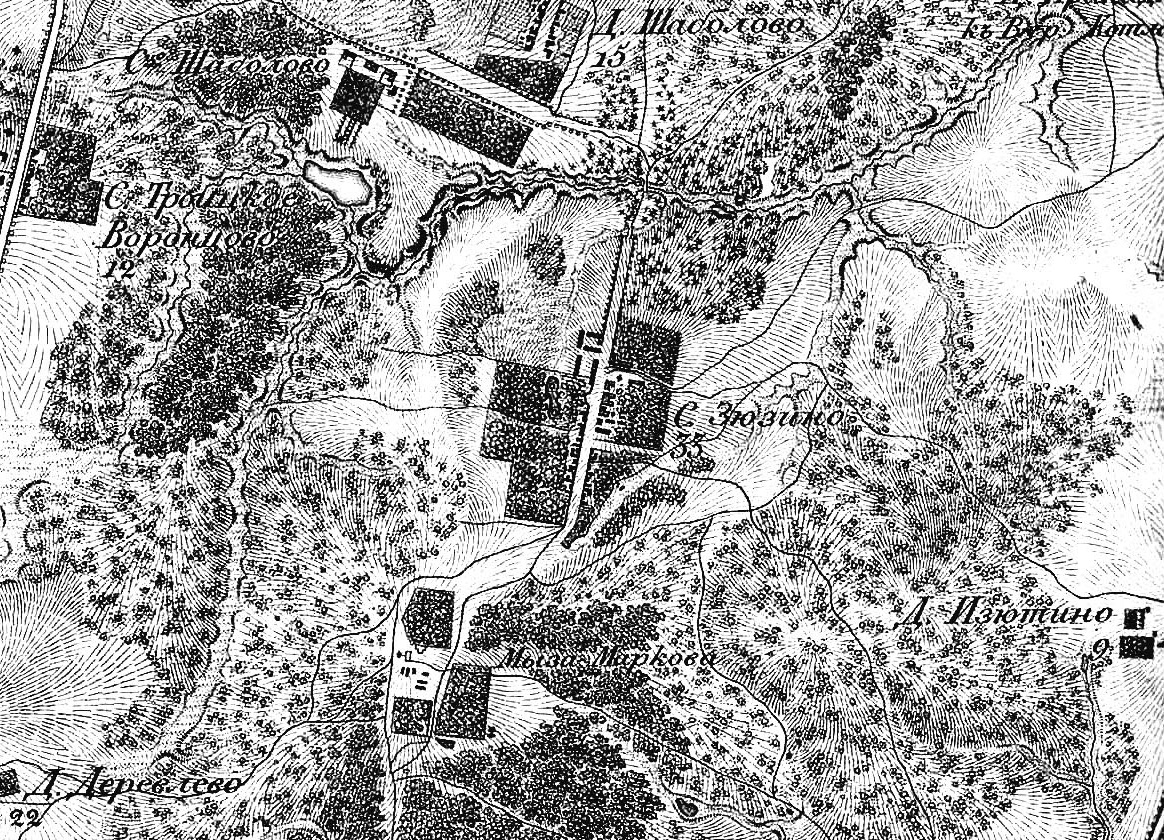
Зюзино и Шаболово на карте

Еще в марте 1754 года Александр Александрович купил у Ивана Алексеевича Долгорукого (1722—1797) деревню Шаболово, расположенную рядом с его деревнями Новоселки и Зюзино. К 1766 году у Шабалово был построен господский дом; к югу от дома был разбит парк, в котором были выкопаны два пруда. За ним построен развлекательный павильон и выкопаны ещё два пруда. А к северу от усадьбы на речке Коршунихе находился большой Шаболовский пруд.
Умер 7 (18) августа 1769 года.

## Семья
Александр Александрович Прозоровский был женат два раза. Первый раз он вступил в брак с Марией Сергеевной Младшей (умерла 21 ноября (2 декабря) 1763 года), дочери Сергея Петровича Долгорукова. В этом браке родились:
- Николай (умер малолетним)[12]
- Алексей (умер малолетним)[13]
- Пётр, генерал-майор. Муж Александры Егоровны Волынской[14]
- Дмитрий (1759—1814) — курский губернатор в 1806—1811 годы[15].
- Прасковья (умерла в детстве)[16]

Второй женой стала Марья Александровна Головина (умерла 11 (22) октября 1770 года), внучка фельдмаршала Фёдора Алексеевича Головина и вице-канцлера Пётра Павловича Шафирова

## Комментарии
1. ↑   Вместе с Прозоровским учились князь Волконский, графы Мартын Карлович Скавронский, Андрей и Иван Симоновичи Гендриковы, Андрей Михайлови Ефимовский. Из этого выпуска в армию ушли: 5 поручиков, 8 подпоручиков, 29 прапорщиков, 7 сержантов, 14 капралов и 5 рядовых
2. ↑  Фельдмаршал Прозоровский Александр Александрович Младший в своих мемуарах писал, что перевод брата произошел "после смерти генерала", но М. И. Леонтьев умер лишь в сентябре 1752 года, но уже 1747 года Александр Александрович Старший стал подполковником Второго Московского пехотного полка. А значит перемещение в полк произошло между весной 1742 и зимой 1747 года
3. ↑  Высшие чины Российской империи (Т. III. — С. 458) датируют это 1760 годом
4. ↑  Прозоровский писал, что его брат был награждён в 1767 году[9]; Высшие чины Российской империи Т. III стр. 458 писали о 22 сентября 1768 года
5. ↑  У жены Александра Александровича Старшего Марии Младшей (-1763) была сестра с тем же именем Мария Сергеевна Старшая (1719 - 1786) ставшая женой Ивана Андреевича Вяземского[11]